# Liste der denkmalgeschützten Objekte in Zadní Chodov
Grundlage dieser Liste der denkmalgeschützten Objekte in Zadní Chodov ist die ÚSKP-Liste (Ústřední seznam kulturních památek České republiky, deutsch Zentrale Liste der Kulturdenkmäler der Tschechischen Republik), die von der tschechischen Denkmalschutzbehörde NPÚ (Národní památkový ústav, deutsch Nationale Denkmalbehörde) seit 1987 geführt wird und an die seit dem Jahr 1850 geschaffenen Listen anschließt.

## Denkmalgeschützte Objekte nach Ortsteilen

### Zadní Chodov
| Lage                       | Objekt               | Beschreibung                   | ÚSKP-Nr.                  | Bild |
| -------------------------- | -------------------- | ------------------------------ | ------------------------- | ---- |
| Zadní Chodov 43 (Standort) | Speicher Haus Nr. 43 | Bauernhof, davon nur: Speicher | 16644/4-1978 Info Katalog | BW   |